# Kumka Olik
Kumka Olik – polski zespół rockowy, założony w Mogilnie w 2007 roku przez Mateusza Holaka.

## Historia
W 2007 roku zespół osiągnął sukces w krajowym etapie eliminacji do festiwalu w Opolu. Konsekwencją był występ na finałowym koncercie Debiuty 2007, transmitowanym na żywo przez TVP 1 w dniu 15 czerwca 2007 roku. Po występie w Opolu, zespołem zainteresowała się wytwórnia Universal Music Polska, z którą w sierpniu 2007 r. zespół podpisał kontrakt, obejmujący 3 płyty długogrające. Paulina Rubczak zrealizowała film The Beauty, opowiadający o drodze zespołu do festiwalu w Opolu. Drugim ważnym wydarzeniem w roku rozpoczęcia działalności był występ na dużej scenie Festiwalu w Jarocinie 2007, gdzie zespół otrzymał drugą nagrodę jury. Piosenka Koduję znalazła się na płycie Minimax pl Jarocin 2007, skompilowanej przez Piotra Kaczkowskiego, była również wielokrotnie emitowana na antenie radiowej Trójki, m.in. w programach Minimax i Offensywa. 
W grudniu 2007 roku występ zespołu otwierał dwa ostatnie, pożegnalne koncerty zespołu Pidżama Porno – w Wytwórni Filmów Fabularnych we Wrocławiu oraz poznańskiej Arenie. W styczniu 2008 roku zespół zagrał na żywo na antenie bydgoskiego Radia PIK.
W marcu 2008 roku w RG Studio zespół zarejestrował 12 piosenek na debiutancki album. Realizatorem i producentem nagrań był Tomasz Bonarowski. Debiutancki album, zatytułowany Jedynka wydano 16 lutego 2009. Tuż przed premierą krążka ukazał się wideoklip do utworu zapowiadającego płytę, Zaspane poniedziałki. 20 marca 2009 roku zespół wystąpił w programie Hit Generator, emitowanym przez TVP 2. 
W 2009 roku zespół wystąpił m.in. podczas festiwali Open'er Festival, OFF Festival, Jarocin Festiwal. Brał również udział w finałowym koncercie Trendy festiwalu TOP Trendy 2009. Zespół wystąpił również m.in. na antenach radiowej Trójki w programie „Offensywa”, oraz w „Przesłuchaniu” Roxy.fm. 28 sierpnia 2010 r. wystąpili na Orange Warsaw Festival.
Za płytę „Jedynka” Kumka Olik otrzymał nominację do nagrody Fryderyk 2009 w kategorii „Nowa twarz fonografii”. Zespół został uznany najważniejszym polskim debiutantem 2009 przez użytkowników Onet.pl, wygrał także plebiscyt „Teraz najlepsi 2010” magazynu Teraz Rock, oraz plebiscyt portalu Plejada.pl na Najlepszy Młody Polski zespół 2009.
Druga płyta zespołu Kumka Olik pt. Podobno nie ma już Francji, ukazała się 31 maja 2010 roku nakładem Universal Music Polska. Na albumie znajduje się jedenaście piosenek, z czego trzy zostały singlami. Są to: „Podobno nie ma już Francji”, „Niepoprawnie kolorowych snów”, „Jak mnie kochasz to mnie puść”. Piosenka pt. „Niepoprawnie kolorowych snów” została wykorzystana w spocie reklamowym miasta Poznań. 
W październiku 2011 roku, pojawił się na półkach sklepowych nowy album zespołu zatytułowany Nowy koniec świata. Zespół chciał pokazać na albumie najlepsze piosenki jakie potrafił stworzyć, miało się znajdować dużo gitar, teksty są osobiste, mniej sowizdrzalskie i dalekie od banału. 
Po czterech latach przerwy 17 czerwca 2014 roku pojawił się ich kolejny album zatytułowany Yoko Eno, znajduje się na nim 11 piosenek. Gościnnie występują: Vienio w utworze „Dziwię się”, Ola Bilińska – „Dobrze różnimy się”, Czesław Mozil – „(Pożycz mi) sto lat”. Pierwszym singlem z albumu została piosenka Yoko Eno, a 7 sierpnia pojawił się ich kolejny singiel oraz teledysk zatytułowany „Dobrze różnimy się”. Jesienią Kumka Olik ruszyła w trasę koncertową po takich miastach jak: 27 września – Szamotuły, 15 października – Poznań, 25 października – Warszawa, 7 listopada – Toruń, 15 listopada – Gdynia, 22 listopada – Łódź, 12 grudnia – Rzeszów, 13 grudnia – Kraków. Zespół zapowiedział, że dalsze daty pojawią się wkrótce.

## Dyskografia

### Albumy
| 2009                           | Jedynka - Data: 16 lutego 2009 - Wydawca: Universal Music Polska                  | —  |
| 2010                           | Podobno nie ma już Francji - Data: 31 maja 2010 - Wydawca: Universal Music Polska | 51 |
| 2011                           | Nowy koniec świata - Data: 4 października 2011 - Wydawca: Isound Labels           | —  |
| 2014                           | Yoko Eno - Data: 17 czerwca 2014 - Wydawca: My Music                              | —  |
| "—" pozycja nie była notowana. |                                                                                   |    |

### Single
| 2009                           | „Zaspane poniedziałki”                         | 50 | —  | —  |
| 2009                           | „Grzeczne dziewczynki”                         | 8  | —  | —  |
| 2009                           | „Być na nie”                                   | 36 | —  | —  |
| 2010                           | „Podobno nie ma już Francji”                   | 9  | 19 | —  |
| 2010                           | „Niepoprawnie kolorowych snów”                 | 49 | —  | —  |
| 2010                           | „Jak mnie kochasz to mnie puść”                | —  | —  | —  |
| 2014                           | „Yoko Eno”                                     | —  | —  | —  |
| 2014                           | „Dobrze różnimy się” (gościnnie: Ola Bilińska) | —  | —  | 39 |
| "—" pozycja nie była notowana. |                                                |    |    |    |